# La Lanterne-et-les-Armonts
La Lanterne-et-les-Armonts est une commune française située dans le département de la Haute-Saône, la région culturelle et historique de Franche-Comté et la région administrative Bourgogne-Franche-Comté.

## Géographie

### Géologie et relief

Limite des glaciations sur le plateau des Mille étangs et dépôts morainiques.

La Lanterne-et-les-Armonts est située en bordure du plateau des Mille étangs et au pied des Vosges saônoises. La commune repose sur un sol constitué de dépôt glaciaire dû à l'ancien glacier qui recouvrait la vallée et qui a laissé des blocs erratiques et des verrous.

### Hameaux
La commune comprend plusieurs hameaux et fermes isolées. On peut notamment mentionner ls Granges-du-Bois, les Baraques Ferry, les Cardots et le Moulin Millet.

### Hydrographie
La commune est traversée par deux petites rivières : La Lanterne, qui y prend sa source et se jette dans la Saône, d'une part, et Les Armonts d'autre part.

### Climat
Pour des articles plus généraux, voir Climat de la Bourgogne-Franche-Comté et Climat de la Haute-Saône.
En 2010, le climat de la commune est de type climat de montagne, selon une étude du Centre national de la recherche scientifique s'appuyant sur une série de données couvrant la période 1971-2000. En 2020, Météo-France publie une typologie des climats de la France métropolitaine dans laquelle la commune est exposée à un climat semi-continental et est dans la région climatique  Lorraine, plateau de Langres, Morvan, caractérisée par un hiver rude (1,5 °C), des vents modérés et des brouillards fréquents en automne et hiver. 
Pour la période 1971-2000, la température annuelle moyenne est de 9,3 °C, avec une amplitude thermique annuelle de 17,2 °C. Le cumul annuel moyen de précipitations est de 1 269 mm, avec 13,6 jours de précipitations en janvier et 10,8 jours en juillet. Pour la période 1991-2020, la température moyenne annuelle observée sur la station météorologique de Météo-France la plus proche, « Luxeuil », sur la commune de Saint-Sauveur à 11 km à vol d'oiseau, est de 10,8 °C et le cumul annuel moyen de précipitations est de 977,3 mm. 
La température maximale relevée sur cette station est de 38,9 °C, atteinte le 25 juillet 2019 ; la température minimale est de −25,9 °C, atteinte le 16 janvier 1966,,. 
Les paramètres climatiques de la commune ont été estimés pour le milieu du siècle (2041-2070) selon différents scénarios d'émission de gaz à effet de serre à partir des nouvelles projections climatiques de référence DRIAS-2020. Ils sont consultables sur un site dédié publié par Météo-France en novembre 2022.

## Urbanisme

### Typologie
Au 1er janvier 2024, La Lanterne-et-les-Armonts est catégorisée commune rurale à habitat très dispersé, selon la nouvelle grille communale de densité à sept niveaux définie par l'Insee en 2022.
Elle est située hors unité urbaine. Par ailleurs la commune fait partie de l'aire d'attraction de Lure, dont elle est une commune de la couronne,. Cette aire, qui regroupe 33 communes, est catégorisée dans les aires de moins de 50 000 habitants,.

### Occupation des sols
L'occupation des sols de la commune, telle qu'elle ressort de la base de données européenne d’occupation biophysique des sols Corine Land Cover (CLC), est marquée par l'importance des forêts et milieux semi-naturels (51,8 % en 2018), une proportion sensiblement équivalente à celle de 1990 (51 %). La répartition détaillée en 2018 est la suivante : 
forêts (51,8 %), zones agricoles hétérogènes (35,4 %), eaux continentales (5,6 %), terres arables (3,9 %), prairies (3,3 %). L'évolution de l’occupation des sols de la commune et de ses infrastructures peut être observée sur les différentes représentations cartographiques du territoire : la carte de Cassini (XVIIIe siècle), la carte d'état-major (1820-1866) et les cartes ou photos aériennes de l'IGN pour la période actuelle (1950 à aujourd'hui).

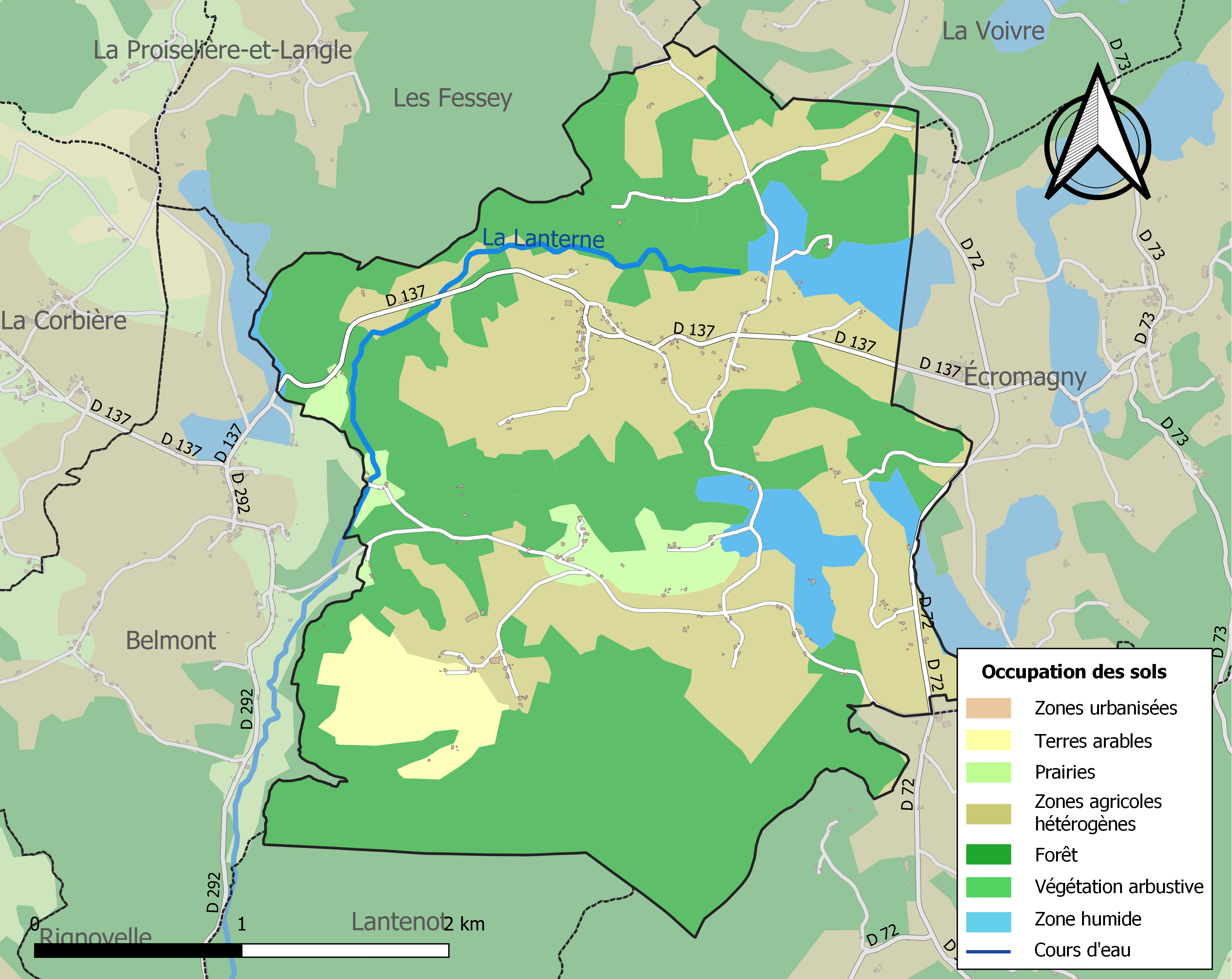
Carte des infrastructures et de l'occupation des sols de la commune en 2018 (CLC).

## Toponymie
La dénomination de la commune est issue de celle des deux rivières qui la traversent.

## Histoire
Au Moyen Âge, les deux villages de La Lanterne et des Armonts étaient distincts. Ils appartenaient tous deux au seigneur de Faucogney.
La commune de La Lanterne, constituée lors de la Révolution française, absorbe entre 1790 et 1794 celle des Armonds et prend sa dénomination actuelle de La Lanterne-et-les-Armonts.

## Politique et administration

Carte départementale représentant en rouge la communauté de communes des mille étangs.

### Rattachements administratifs et électoraux
La commune fait partie de l'arrondissement de Lure du département de la Haute-Saône, en région Bourgogne-Franche-Comté. Pour l'élection des députés, elle dépend de la deuxième circonscription de la Haute-Saône.
Elle faisait partie de 1801 à 1966 du canton de Luxeuil-les-Bains, et intègre à cette date le canton de Mélisey. Dans le cadre du redécoupage cantonal de 2014 en France, ce canton s'est agrandi, passant de 13 à 34 communes.

### Intercommunalité
La commune fait partie de la communauté de communes des mille étangs depuis le 1er janvier 2017.

### Liste des maires

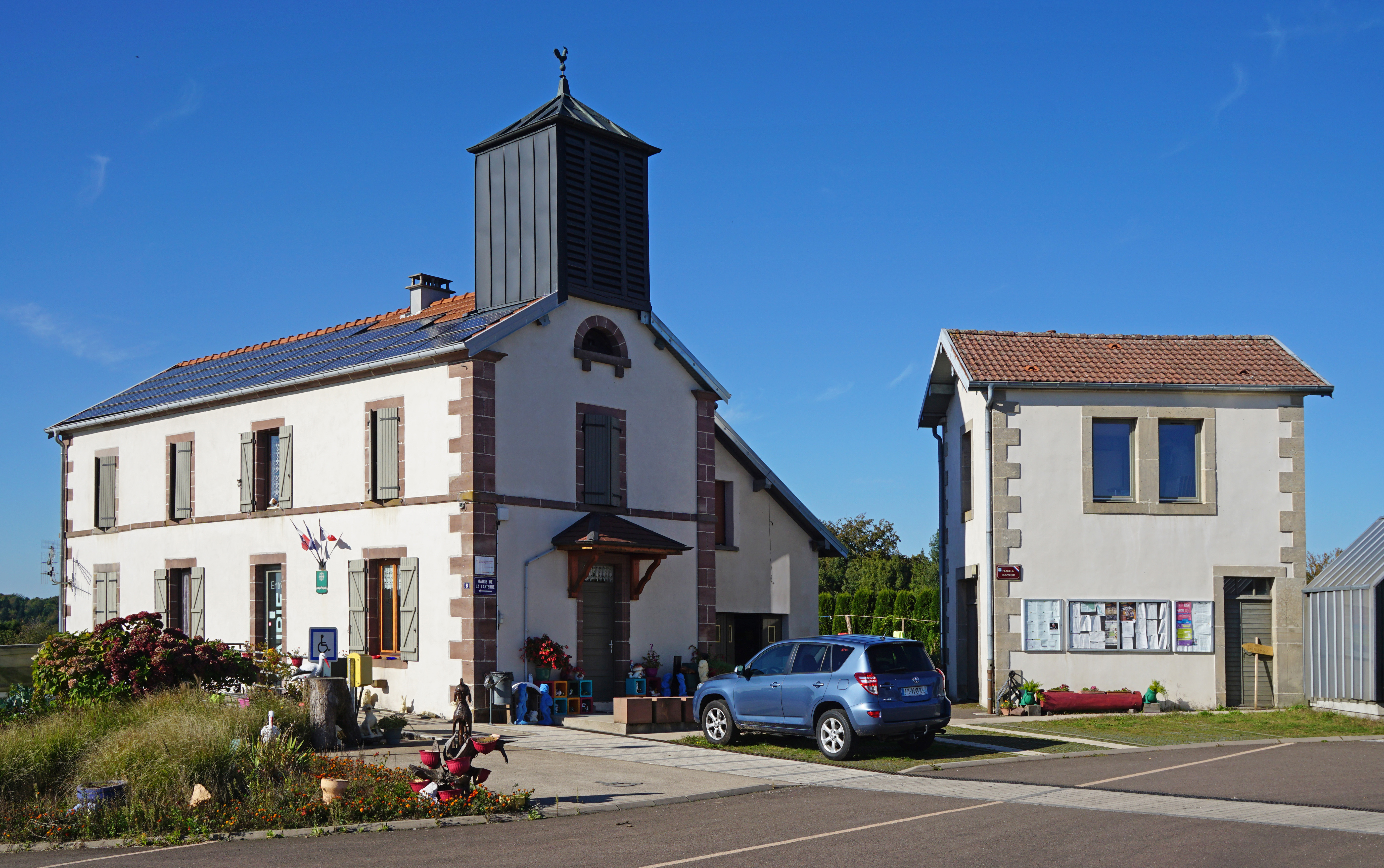
La mairie.

| Période                                  | Période                   | Identité         | Étiquette | Qualité                                                          |
| ---------------------------------------- | ------------------------- | ---------------- | --------- | ---------------------------------------------------------------- |
| Les données manquantes sont à compléter. |                           |                  |           |                                                                  |
| avant 1981                               |                           | Robert Tuaillon  |           |                                                                  |
| Les données manquantes sont à compléter. |                           |                  |           |                                                                  |
| mars 2001                                | mars 2008                 | Roger Brultey    |           |                                                                  |
| mars 2008                                | mai 2020                  | Gilles Martinet  | DVD       | Ingénieur EDF retraité Maire de Brotte-lès-Luxeuil (1983 → 1989) |
| mai 2020                                 | En cours (au 4 juin 2020) | Jean-Marc Sigust |           |                                                                  |

## Démographie
L'évolution du nombre d'habitants est connue à travers les recensements de la population effectués dans la commune depuis 1793. Pour les communes de moins de 10 000 habitants, une enquête de recensement portant sur toute la population est réalisée tous les cinq ans, les populations de référence des années intermédiaires étant quant à elles estimées par interpolation ou extrapolation. Pour la commune, le premier recensement exhaustif entrant dans le cadre du nouveau dispositif a été réalisé en 2007.

En 2022, la commune comptait 196 habitants, en évolution de −6,67 % par rapport à 2016 (Haute-Saône : −1,4 %, France hors Mayotte : +2,11 %).
| 1793 | 1800 | 1806 | 1821 | 1831 | 1836 | 1841 | 1846 | 1851 |
| ---- | ---- | ---- | ---- | ---- | ---- | ---- | ---- | ---- |
| 437  | 522  | 585  | 592  | 762  | 649  | 690  | 741  | 697  |

| 1856 | 1861 | 1866 | 1872 | 1876 | 1881 | 1886 | 1891 | 1896 |
| ---- | ---- | ---- | ---- | ---- | ---- | ---- | ---- | ---- |
| 635  | 654  | 656  | 636  | 639  | 633  | 618  | 707  | 598  |

| 1901 | 1906 | 1911 | 1921 | 1926 | 1931 | 1936 | 1946 | 1954 |
| ---- | ---- | ---- | ---- | ---- | ---- | ---- | ---- | ---- |
| 523  | 540  | 523  | 454  | 420  | 400  | 396  | 351  | 290  |

| 1962 | 1968 | 1975 | 1982 | 1990 | 1999 | 2006 | 2007 | 2012 |
| ---- | ---- | ---- | ---- | ---- | ---- | ---- | ---- | ---- |
| 274  | 239  | 207  | 197  | 168  | 161  | 172  | 173  | 194  |

| 2017 | 2022 | - | - | - | - | - | - | - |
| ---- | ---- | - | - | - | - | - | - | - |
| 215  | 196  | - | - | - | - | - | - | - |

## Culture locale et patrimoine

### Lieux et monuments
La commune possède plusieurs calvaires très anciens.
Elle n'a en revanche aucune église et est rattachée à celle de Belmont, village tout proche.

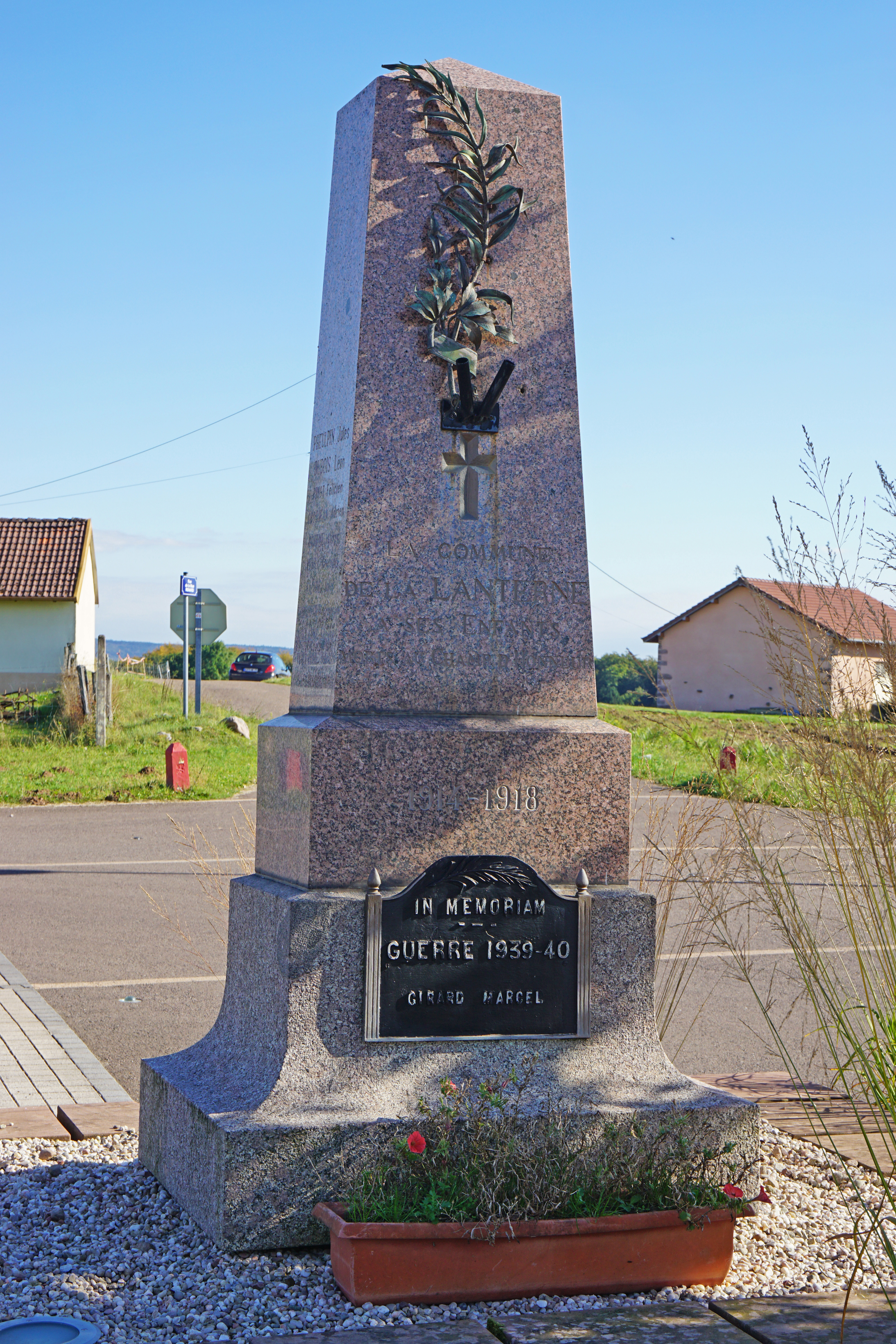
Monument aux morts.
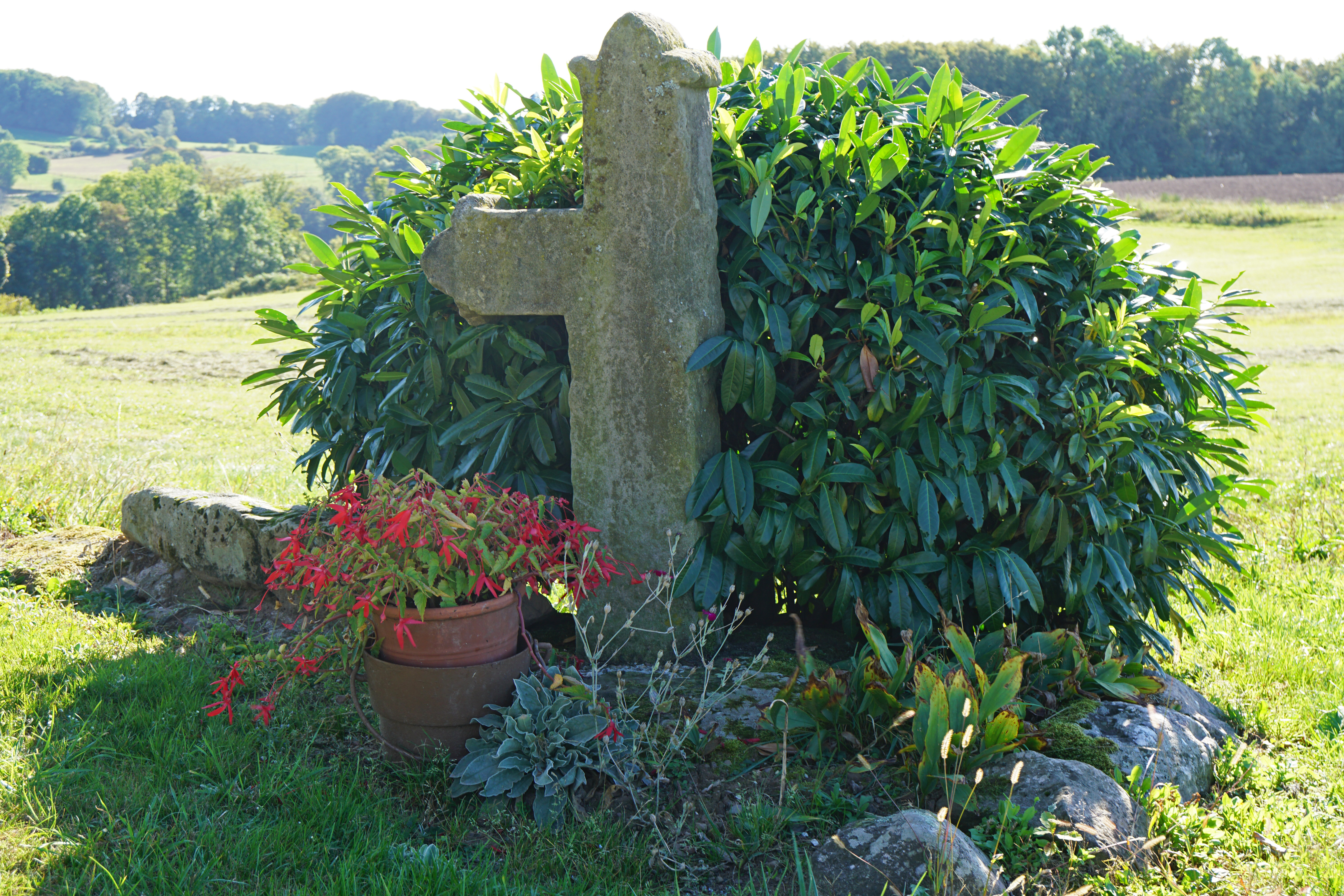
Croix dite « Croix Manchotte ».
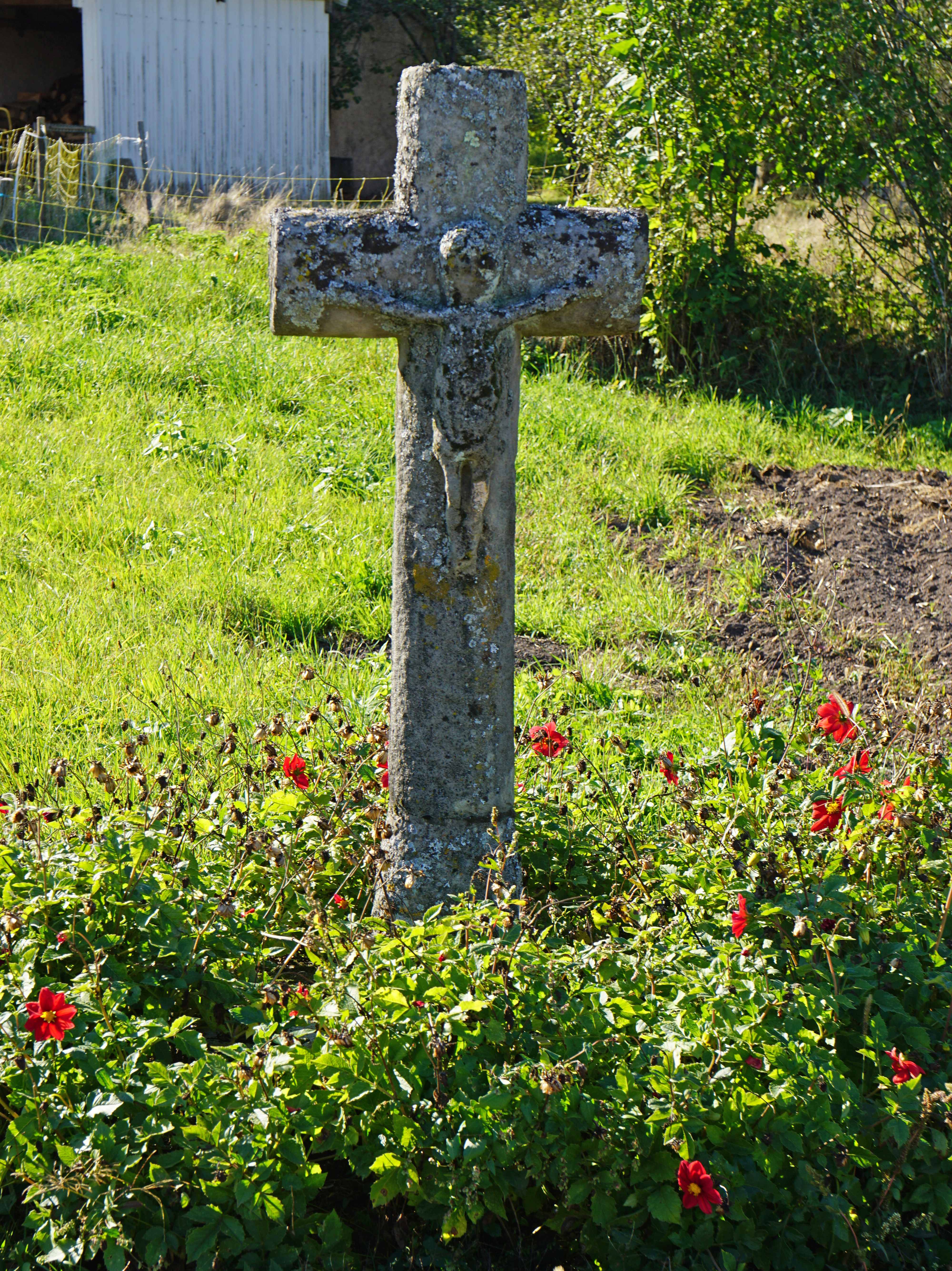
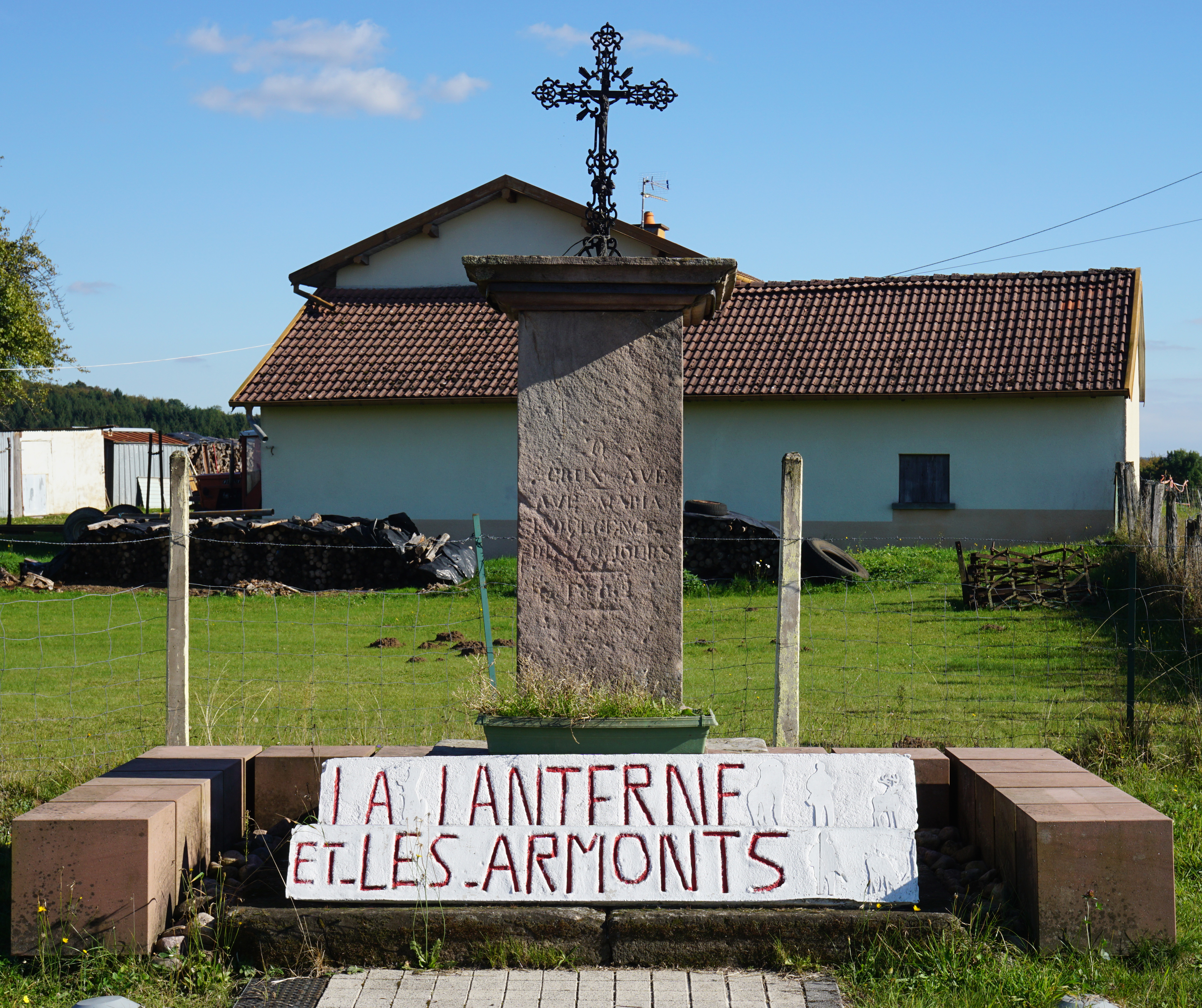
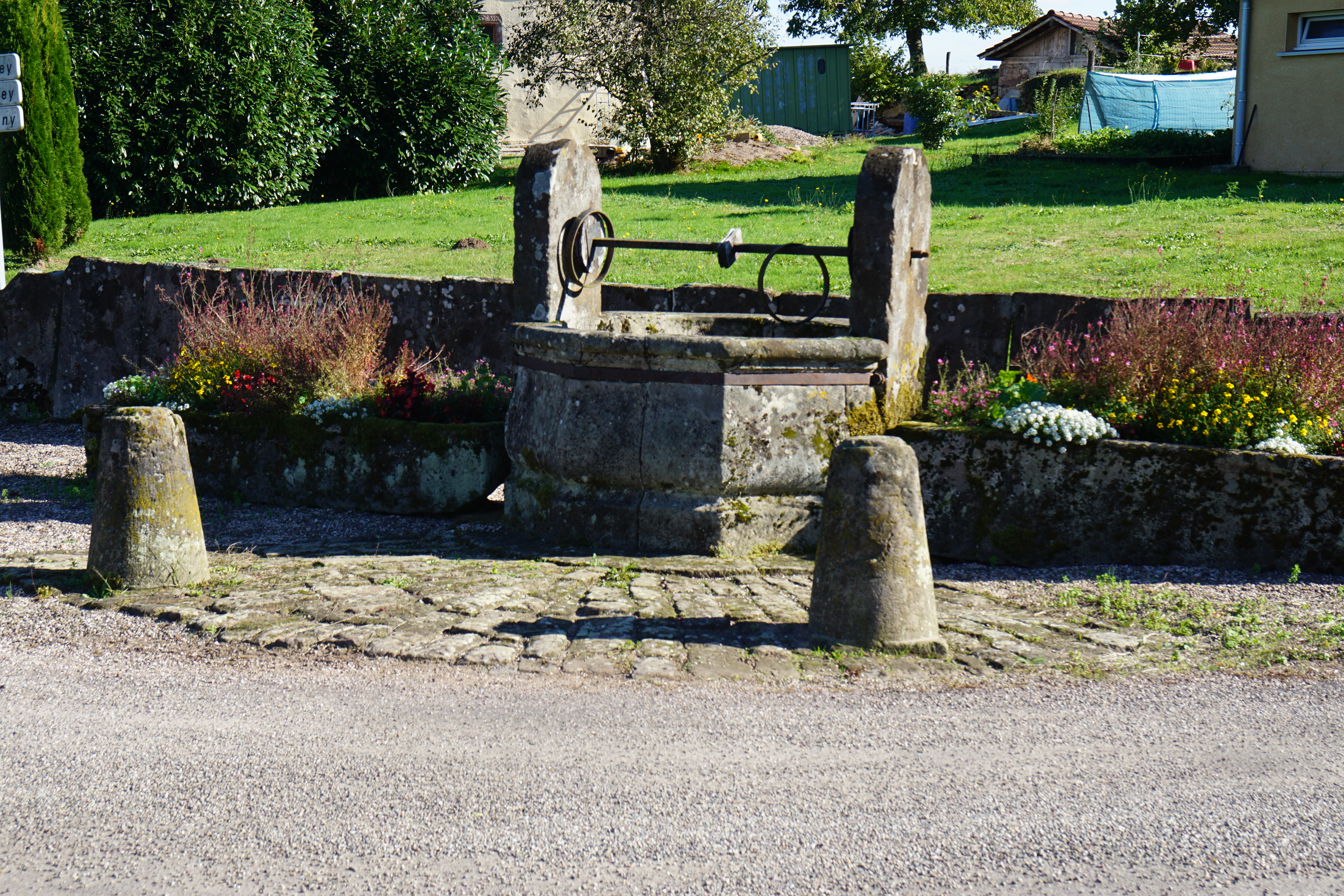
Puits.
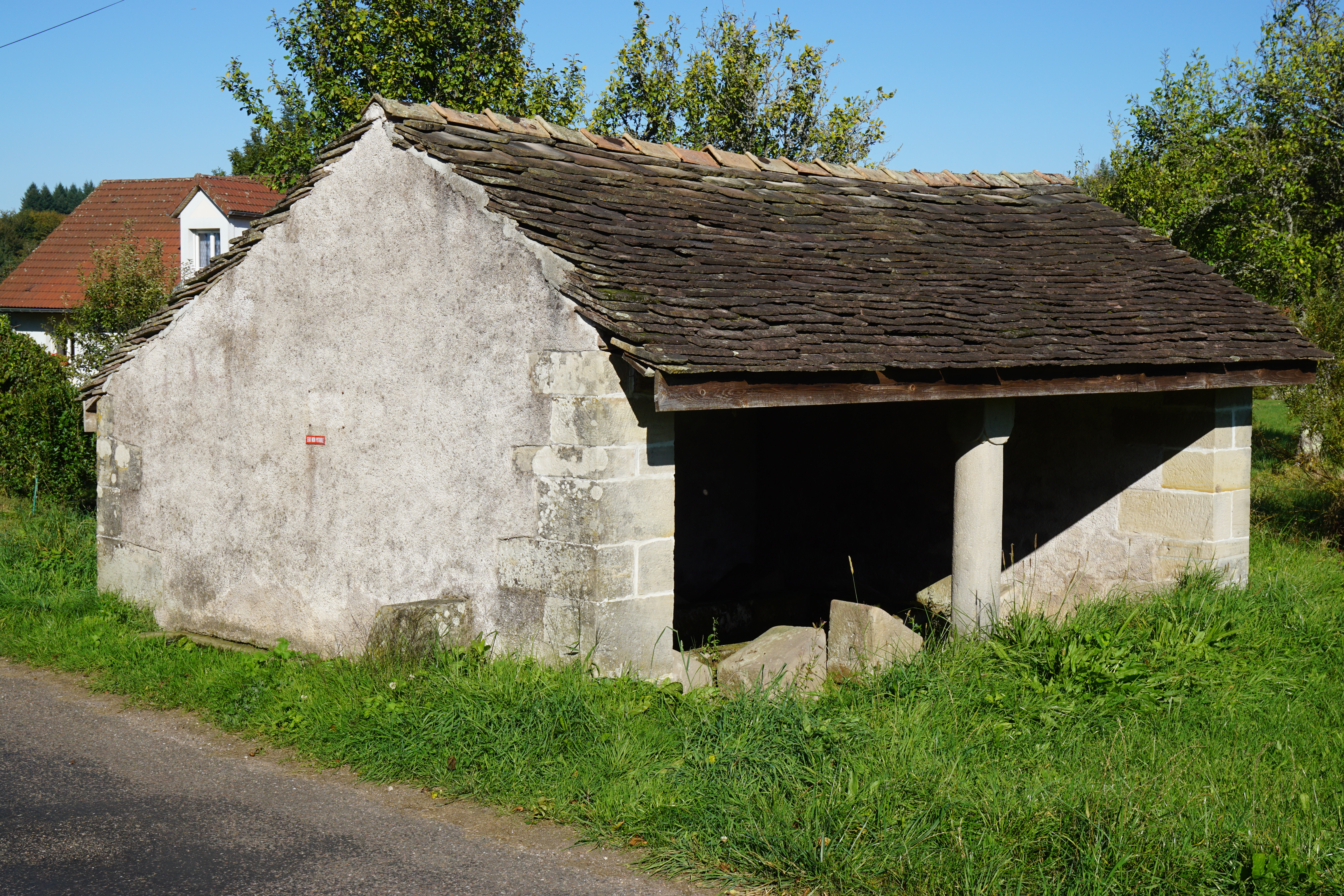
Lavoir.

### Tourisme
Avec pas moins de 49 étangs (dont certains sont des propriétés privées), La Lanterne-et-les-Armonts fait partie intégrante du Plateau des Mille Étangs. Plusieurs chemins de randonnées permettent de découvrir ces plans d'eau à pied, à vélo ou à cheval en toute sécurité.

### Héraldique
|  | Les armes de la commune se blasonnent ainsi : De sinople à la roue de moulin en chef et à la fasce ondée en pointe, le tout d’argent. |